# Coppa delle nazioni oceaniane 2008
La Coppa delle nazioni oceaniane 2008 (2008 OFC Nations Cup) fu l'ottava edizione della Coppa delle nazioni oceaniane, competizione calcistica per nazionali organizzata dalla OFC. La competizione si svolse dal 17 ottobre 2007 al 19 novembre 2008 e vide la partecipazione di quattro squadre: Figi, Nuova Caledonia, Nuova Zelanda e Vanuatu. Il torneo valse anche come qualificazione per la FIFA Confederations Cup 2009 e per il Campionato mondiale di calcio 2010.

## Formula
- Qualificazioni

La Nuova Zelanda è qualificata direttamente alla fase finale. Rimangono 10 squadre per 3 posti disponibili per la fase finale: i Giochi del sud Pacifico 2007 mettono in palio la qualificazione al torneo.
- Fase finale

Girone unico - 4 squadre: giocano partite di andata e ritorno. La prima classificata si laurea campione OFC e si qualifica alla FIFA Confederations Cup 2009 e anche per lo spareggio AFC-OFC valido per il Campionato mondiale di calcio 2010.

## Squadre
| Pr. | Squadra         | Data di qualificazione certa | Partecipante in quanto                          | Partecipazioni precedenti al torneo          | Ultima presenza    |
| --- | --------------- | ---------------------------- | ----------------------------------------------- | -------------------------------------------- | ------------------ |
| 1   | Nuova Zelanda   | -                            | Qualificata di diritto                          | 7 (1973, 1980, 1996, 1998, 2000, 2002, 2004) | Australia 2004     |
| 2   | Nuova Caledonia | 5 settembre 2007             | 1ª classificata ai Giochi del sud Pacifico 2007 | 3 (1973, 1980, 2002)                         | Nuova Zelanda 2002 |
| 3   | Figi            | 5 settembre 2007             | 2ª classificata ai Giochi del sud Pacifico 2007 | 5 (1973, 1980, 1998, 2002, 2004)             | Australia 2004     |
| 4   | Vanuatu         | 7 settembre 2007             | 3ª classificata ai Giochi del sud Pacifico 2007 | 6 (1973, 1980, 1998, 2000, 2002, 2004)       | Australia 2004     |

Nella sezione "partecipazioni precedenti al torneo", le date in grassetto indicano che la nazione ha vinto quella edizione del torneo, mentre le date in corsivo indicano la nazione ospitante.

## Fase finale
| Pos        | Squadra         | G | V | N | P | GF | GS | DG | Pt |
| ---------- | --------------- | - | - | - | - | -- | -- | -- | -- |
| Vincitrice | Nuova Zelanda   | 6 | 5 | 0 | 1 | 14 | 5  | +9 | 15 |
| 2          | Nuova Caledonia | 6 | 2 | 2 | 2 | 12 | 10 | +2 | 8  |
| 3          | Figi            | 6 | 2 | 1 | 3 | 8  | 11 | −3 | 7  |
| 4          | Vanuatu         | 6 | 1 | 1 | 4 | 5  | 13 | −8 | 4  |

| Arbitro: | Marrufo |

|  |           |                         |
|  | Marcatori | 32’ Vicelich 86’ Smeltz |

| Arbitro: | Minan |

|              |           |                           |
| Naprapol 32’ | Marcatori | 53’ Smeltz 90+3’ Mulligan |

| Arbitro: | O'Leary |

|                                |           |                                    |
| Nawatu 2’ Vakatalesau 27’, 86’ | Marcatori | 66’ Djamali 83’ Kaudré 87’ M. Hmae |

| Arbitro: | Jacques |

|                                          |           |            |
| Mulligan 17’, 81’ Smeltz 29’ (rig.), 34’ | Marcatori | 50’ Sakama |

| Arbitro: | Breeze |

|                                              |           |  |
| Wajoka 29’ (rig.) M. Hmae 32’, 61’ Mapou 64’ | Marcatori |  |

| Arbitro: | Varman |

|            |           |             |
| Mermer 77’ | Marcatori | 73’ Djamali |

| Arbitro: | Hester |

|                                   |           |  |
| Wajoka 36’ M. Hmae 60’ Diaike 87’ | Marcatori |  |

| Arbitro: | Varman |

|             |           |                            |
| M. Hmaé 57’ | Marcatori | 15’ Nelsen 66’, 76’ Smeltz |

| Arbitro: | Minan |

|                       |           |  |
| Kumar 7’ Dunadamu 87’ | Marcatori |  |

| Arbitro: | Hauata |

|                              |           |  |
| Smeltz 50’, 76’ Christie 69’ | Marcatori |  |

| Arbitro: | O'Leary |

|                      |           |              |
| Sakama 58’ Malas 91’ | Marcatori | 92’ Dunadamu |

| Arbitro: | Lencie |

|  |           |                  |
|  | Marcatori | 63’, 90’ Krishna |

## Statistiche

### Classifica marcatori
8 reti
- Shane Smeltz

5 reti
- Michel Hmaé

3 reti
- David Mulligan

2 reti
- Maciu Dunadamu
- Roy Krishna
- Osea Vakatalesau
- Pierre Wajoka
- Francois Sakama

1 rete
- Salesh Kumar
- Valerio Nawatu
- Patrick Diaike
- Ramon Djamali
- Ramon Gjamaci
- Mael Kaudre
- Marius Mapou
- Jeremy Christie
- Ben Sigmund
- Ivan Vicelich
- Derek Malas
- Etienne Mermer
- Jean Nako Naprapol